# Мадам госсекретарь
«Мада́м госсекрета́рь» или «Государственный секретарь» (англ. Madam Secretary) — американский телевизионный сериал, созданный Барбарой Холл с Теа Леони в главной роли, премьерный показ состоялся на CBS в сезоне 2014—2015 годов.
9 мая 2014 года, CBS заказал съёмки первого сезона сериала для трансляции в телесезоне 2014—2015 годов, по воскресеньям, начиная с 21 сентября 2014 года. Пилотный эпизод получил смешанные отзывы от критиков, а на рейтинговой стороне собрал лишь 1,9 в демографической категории 18-49, при более четырнадцати миллионах зрителей, большинство из которых было старше пятидесяти лет. 27 октября 2014 года канал продлил сериал на полный сезон. 12 января 2015 года канал продлил сериал на второй сезон. 25 марта 2016 года CBS продлил сериал на третий сезон. 23 марта 2017 года сериал был продлён на четвёртый сезон. 18 апреля 2018 года сериал был продлён на пятый сезон.
9 мая 2019 года канал CBS продлил телесериал на шестой сезон. 15 мая 2019 года было объявлено, что шестой сезон будет последним и будет состоять из 10 эпизодов. Премьера финального сезона состоялась 6 октября 2019 года. Сериал завершился 8 декабря 2019 года.

## Сюжет
В центре сюжета находится Элизабет Маккорд, недавно назначенная на пост госсекретаря, которая ежедневно сталкивается со сложными ситуациями и ведёт глобальные переговоры. Лауреат премий «Тони» и «Эмми», Биби Нойвирт играет роль главы администрации госдепа. Также лауреат «Эмми», Желько Иванек, после съёмки пилотного эпизода присоединился к шоу в роли главы администрации президента.

## Актёры и персонажи

### Основной состав
- Теа Леони — Элизабет Адамс Маккорд, государственный секретарь США; бывший аналитик ЦРУ и профессор колледжа. В 6 сезоне стала президентом США
- Тим Дейли — Генри Маккорд, муж Элизабет, доктор философии; профессор этики в Джорджтауне, позже в национальном военном колледже, советник по этике президента с 5 сезона; бывший разведчик АНБ и пилот морской пехоты
- Биби Нойвирт — Надин Толливер, глава администрации государственного департамента
- Кит Кэррадайн — Конрад Далтон, президент США
- Желько Иванек — Рассел Джексон, глава администрации президента
- Патина Миллер — Дейзи Грант, пресс-секретарь госдепа, а позже Белого дома
- Джеффри Аренд — Мэтт Махоуни, спичрайтер госдепа
- Эрих Берген — Блейк Моран, личный секретарь Элизабет
- Себастьян Арселаc — Джей Уитмен, политический советник Элизабет, глава администрации госдепа с 4 сезона, глава администрации Белого дома в финальном эпизоде
- Уоллис Карри-Вуд — Стефани «Стиви» Маккорд, старшая дочь Элизабет и Генри, после учёбы стала стажёром Рассела Джексона
- Кэтрин Герцер — Элисон Маккорд, младшая дочь Элизабет и Генри
- Эван Роу — Джейсон Маккорд, сын Элизабет и Генри
- Сара Рамирес — Кейтлин "Кэт" Сандовал, политический советник Элизабет с 4 сезона

### Второстепенный состав
- Патрик Брин — Эндрю Мэнси, директор ЦРУ в первом сезоне
- Джон Доман — Деннис Эллерман, директор ЦРУ
- Ларри Пин — Син Вильямс, директор ЦРУ
- Рослин Рафф — Маргерит Санчес, директор ФБР
- Майкл Ботман — Кейт Дохерти, директор ФБР
- Линда Пауэлл — Амелия Бэнкс, директор ФБР
- Вейн Дюваль — Нейл Хендрикс, директор ФБР
- Кристофер Шейер — Фрэнк Мередит, директор ФБР
- Марин Хинкль — Изабель Барнс, аналитик ЦРУ и лучшая подруга Элизабет
- Крис Петровский — Дмитрий Петров/Александр Миронов, русский студент Национального военного колледжа США, завербованный ЦРУ
- Маша Кинг — Талия Петрова/Талия Миронова, сестра Дмитрия/Александра
- Ясен Пеянков — Константин Авдонин, Министр иностранных дел России
- Йорг Константин — Антон Горев, Министр иностранных дел России
- Олек Крупа — Павел Остров, президент России
- Анжела Готс — Мария Острова, жена президента, затем сама президент России
- Николас Гест — Максим Сальников, премьер-министр, потом президент России
- Петер Ван Берг — Розовский, премьер-министр России
- Зенон Зелениух — генерал Владимир Дорошевич
- Денис Старосельский — Иван Колашков, адъютант Дорошевича
- Юваль Давид — Матвей Соколов, агент ГРУ
- Михаил Аронов — Антон Дурченко
- Ник Грасер — Зинченко, посол России
- Давид Воль — Лиор Дори, посол Израиля
- Стивен Сингер — Ааронсон, премьер-министр Израиля
- Лев Горн — Михаил Бозек, президент Украины
- Роб Янг — Keнатбек Ногоев, президент Киргизии
- Миша Кузнецов — Нури Лакоба, президент Абхазии
- Джей Харк — президент Шарца
- Хун Ли — президент Сун-Хун-Хой
- Майкл Беняер — президент Бассам Сайедд
- Петр Адамчик — Иосеф Демко, президент Польши
- Илья Баскин — Дито Пиросмани, международный контрабандист
- Марио Брассар — Президент Чехии
- Жозеф Менендес — Матео Сандино, Президент Никарагуа
- Луис Антонио Рамос — Франсиско Суарес, Президент Венесуэлы
- Франсис Дюмарье — Леон Перрин, Президент Франции
- Кароль Дэвис — Моника Бюво, Министр иностранных дел Франции
- Хари Диллон — Константин Абеди, Министр иностранных дел Пакистана
- Дон Нобл — Уоррен, Министр иностранных дел Канады
- Бекки Энн Бейкер — Фрида Шульц, Канцлер Германии
- Мюррей Бартлетт — Крис Лоусон, премьер-министр Австралии
- Сарита Чоудхури — Джая Верма, премьер-министр Индии
- Зенобия Шрофф — Ваня Харти, премьер-министр Индии
- Давид Паскуэзи — Энцо Моретти, премьер-министр Италии
- Виктор Слезак — Влад Дьяков, премьер-министр Молдавии
- Том Деньян — Джим Ионеско, советник Дьякова
- Тэмми Бланчард — Клер Ионеско
- Даниэль Орескес — генерал Сергей Колба, свергнувший Дьякова
- Джордж Олески — Вадим Дремов
- Колин Пауэлл — камео
- Элан Ивен — Юрий Дьяченко
- Иво Нанди — Олег Грузинский, посол РФ на Кипре

## Список эпизодов
| Сезон | Сезон | Эпизоды | Оригинальная дата показа | Оригинальная дата показа |
| Сезон | Сезон | Эпизоды | Премьера сезона          | Финал сезона             |
| ----- | ----- | ------- | ------------------------ | ------------------------ |
|       | 1     | 22      | 21 сентября 2014         | 3 мая 2015               |
|       | 2     | 23      | 4 октября 2015           | 8 мая 2016               |
|       | 3     | 23      | 2 октября 2016           | 21 мая 2017              |
|       | 4     | 22      | 8 октября 2017           | 20 мая 2018              |
|       | 5     | 20      | 7 октября 2018           | 21 апреля 2019           |
|       | 6     | 10      | 6 октября 2019           | 8 декабря 2019           |